# Кристіан VIII
Кристіан VIII (дан. Christian 8.; 18 вересня 1786 — 20 січня 1848) — король Норвегії у 1814 році, король Данії з 1839 до 1848 року. Походив з Ольденбурзької династії.

## Життєпис

### Молоді роки
Народився у замку Амалієнборг (Копенгаген) у родині Фредеріка, сина Фредеріка V, короля Данії та Норвегії. Мати майбутнього короля — Софія Фредеріка Мекленбург-Шверінська. Отримав непогану освіту, втім був під впливом релігійного виховання. Під орудою батька він здобув досвід у політичних та державницьких справах.

### Король Норвегії
У 1813 році король Фредерік VI спрямував принца Кристіана до Норвегії як її намісника. Ситуація у країні була важкою з огляду з намір Швеції захопити Норвегію. При цьому Кристіан отримав значну самостійність у своїх діях. намісник вирішив проводити політику, щоб зменшити антиданські настрої. Разом із своїми радниками — К. Анкером та Т. Тюгесоном — було намічено план ліберальних реформ з отриманням автономії Норвегії. Для зміцнення своїх позицій Кристіан здійснив подорож усією Норвегією.
15 грудня 1813 року відбулися збори у Кристіанії (сучасне Осло), в яких брали 72 найбагатших норвежців для створення банка Норвегії. Втім, це питання було відкладено. Разом з тим, на зборах почалися висловлюватися думки щодо незалежності, висувалися пропозиції зробити новим королем Кристіана.
Ситуація загострилася із підписанням Кільської угоди (1814 рік), згідно з якою Норвегія передавалася до складу Швеції. Все це викликало збурення. В цілому більшість станів підтримували ідею зробити королем Кристіана. 16 лютого Кристіан в Ейдсволле скликав збори аристократії, які підтримали проголошення незалежності Норвегії. 17 травня прийнято конституцію Норвегії та обрано новим королем Кристіана. 19 травня було створено Державну раду — уряд Норвегії. Владу у країні перебрав на себе Кристіан VIII. Впроваджувався новий прапор, інші регалії. Головним завданням стало визнання Великими державами незалежності Норвегії. Втім під тиском Великої Британії та Росії, а також після вторгнення до країни шведської армії Кристіан VIII 14 серпня в Моссе підписав декларацію щодо визнання унії Швеції з Норвегією, а вже 10 жовтня зрікся трону й повернувся до Данії.

### Життя між володарюванням
У 1815—1818 був губернатором о. Фюн. З 1818 року не брав участь у державних справах. Для всіх дворів Європи він був революціонером. Палац Кристіана був місцем культурного спілкування. Тільки у 1831 році Кристіан став членом Державної ради Данії.

### Король Данії
Кристіан став королем Данії 13 грудня 1839 року. 28 червня 1840 р. в каплиці палацу Фредеріксборґ відбулась церемонія помазання нового короля на престол.
На нього покладалися сподівання щодо проведення ліберальних реформ, але Кристіан VIII не провів практично жодної, окрім адміністративної. Водночас він проводив політику про приналежність Шлезвігу до Данії. Взагалі проявив себе як прихильник абсолютизму.
Водночас Кристіан VIII був покровителем науки та культурного розвитку королівства.

## Родина
1. Дружина — Шарлота-Фредеріка (1784—1840), донька Фрідриха Франца I, великого герцога Мекленбург-Шверінського. Розлучився у 1810 році.
Діти:
- Кристіан Фредерік (1807)
- Фредерік (1808—1863)

2. Дружина — Кароліна Амалія (1796—1881), донька Фрідриха Кристіана II, герцога Шлезвіг-Голштейн-Сондербург-Августеборзького
Діти: не було

## Нагороди
- Орден Слона (Данія);
- Орден Даннеброг (Данія);
- Орден Золотого руна;
- Великий хрест Королівського угорського ордена Святого Стефана.